# عبد الحسيب رسلان
عبد الحسيب رسّلان (1901م- 1959م) سياسي وبرلماني سوري من حمص.

## ولادته وتحصيله
عبد الحسيب بن شفيق بن مصطفى رسلان، عمّه مظهر رسلان. ولد في حمص عام 1901م ودرس بها، ثم تابع تعليمه في الجامعة الأميركية ببيروت، ونال شهادة الصيدلة من الجامعة السورية عام 1927م. زاول الصيدلة في حمص بدايةً، وكان أحد أفراد الشركة التجارية المعروفة باسم: محمد شفيق وأبو الخير رسلان.

## عمله ووظائفه
- عضوً وأمين سر في غرفة زراعة حمص عام 1932م.
- رئيس لغرفتي تجارة وصناعة حمص وحماة عام 1934م.
- رئيس لغرفة تجارة وصناعة حمص بين عامي 1939-1947م.
- أحد أعضاء المجلس الاقتصادي الأعلى منذ تأسيسه.
- عضوً في مجلس إدارة بنك سوريا ولبنان لفروع سورية عام 1945م.
- نائبًا عن حمص في الجمعية التأسيسية عام 1949م.[3][4][5]
- وزير للداخلية 1955 م. استمر في المنصب لمدة يومين فقط.[6]

وزير للدفاع مرتين في حكومتين برئاسة صبري العسلي:
- الأولى: بين 14 حزيران – 31 كانون الأول 1956م[8] سافر بصفة وزير الدفاع من الرئيس شكري القوتلي إلى الإتحاد السوفييتي [9]أثناء العدوان الثلاثي على مصر لطلب التدخل ضد العدوان.[10][11][12][13][14][15]
- الثانية: 26 آذار 1957 – 22 شباط 1958م[16]

## وفاته
توفي في حمص إثر نوبة قلبية شهر تشرين الأول 1959م